# Lokomobila

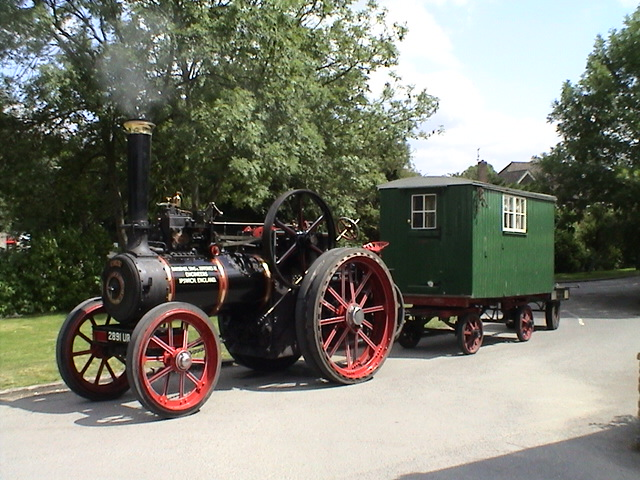
Lokomobila „Ransomes, Sims & Jefferies Ltd“

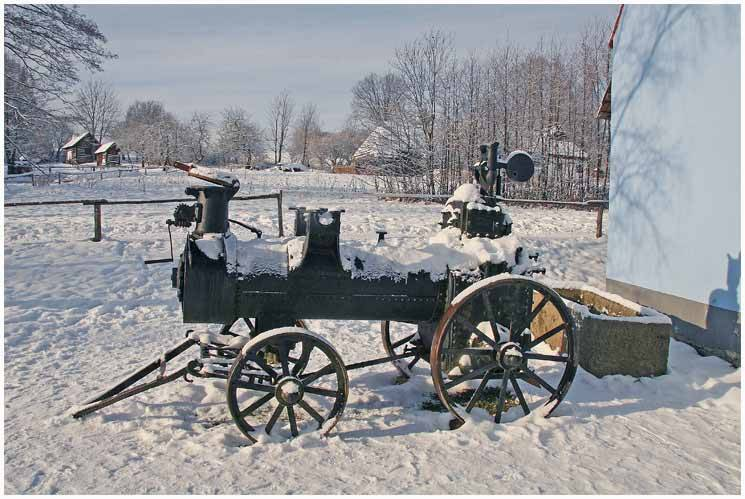
Lokomobila ve skanzenu na Veselém kopci

Lokomobila je mobilní komplet parního kotle a parního stroje. Jedná se vlastně o předchůdce dnešních traktorů. Lokomobily sloužily nejen jako tahače, ale používaly se též jako zdroj mechanické energie (typicky pro pohon mlátiček obilí) či k výrobě elektrické energie, například v zemědělství či ve vojenství.

## Využití k orbě
Lokomobily se mimo jiné využívaly k orání. Systém orby byl však jiný, než u dnešních traktorů. Základem byly dvě lokomobily, postavené na protilehlých koncích pole. Mezi nimi bylo napnuté lano, které se na každé lokomobile navíjelo na buben navijáku. Uprostřed byl na laně upevněn pluh (oračka), který byl obvykle oboustranný, aby jej nebylo nutné otáčet. Jedna lokomobila tedy navíjela lano na naviják a tím přitahovala oračku k sobě, zatímco druhá lokomobila lano odvíjela. Na konci řádku obě lokomobily popojely vpřed o šířku brázdy, oračka se překlopila, druhá lokomobila začala navíjet lano a oračka orala druhý řádek.
Zajímavé je, že orba tímto systémem byla velice kvalitní, z mnoha hledisek mnohem kvalitnější, než za pomoci traktorů. Lokomobily měly značnou sílu a mohly tedy orat i s víceradličnými oračkami (respektive pluhy). Oračky přitom byly lehké a svou hmotností nezpůsobovaly udusání pole.
Kromě výhod je nutné uvést i zápory, které nakonec znamenaly nahrazení lokomobil pluhy, respektive pluhy taženými traktory. Problém byl například s využitím v členitějším terénu (např. pole mělo úžlabinu), nutnost dvou tras pro lokomobily podle obou stran pole. Technicko-ekonomickými problémy pak byly vysoké náklady, nutnost použití dvou strojů a následně i velké nároky na obsluhu jak co do počtu, tak i kvalifikace.

## Využití k pohonu strojů

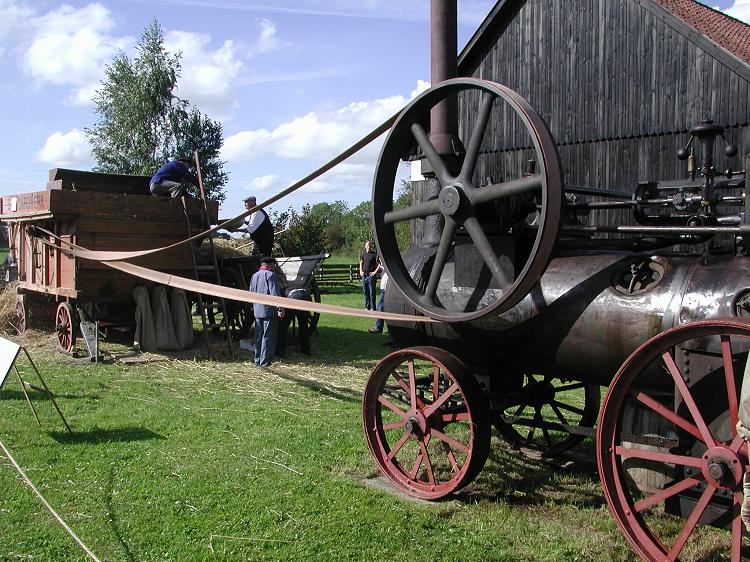
Lokomobila Lanz z roku 1911 při pohonu mlátičky

Mimo orby se lokomobily používaly k pohonu dalších zemědělských (i jiných) strojů, např. mlátiček. Tyto stroje byly obvykle poháněny pomocí plochých kožených řemenů. Obdobným způsobem bylo také možno pohánět generátor elektrického proudu, obvykle se jednalo o dynamo. Lokomobily se kromě zemědělství či lesnictví používaly také v armádě ve vojenských aplikacích (např. polní elektrárny na frontě, a to v obou světových válkách).

## Zajímavost
Lidově se lokomobile říkalo „damfule“ (z německého „Dampfmaschine“, popř. „Dampfzugmaschine“).

### Související články

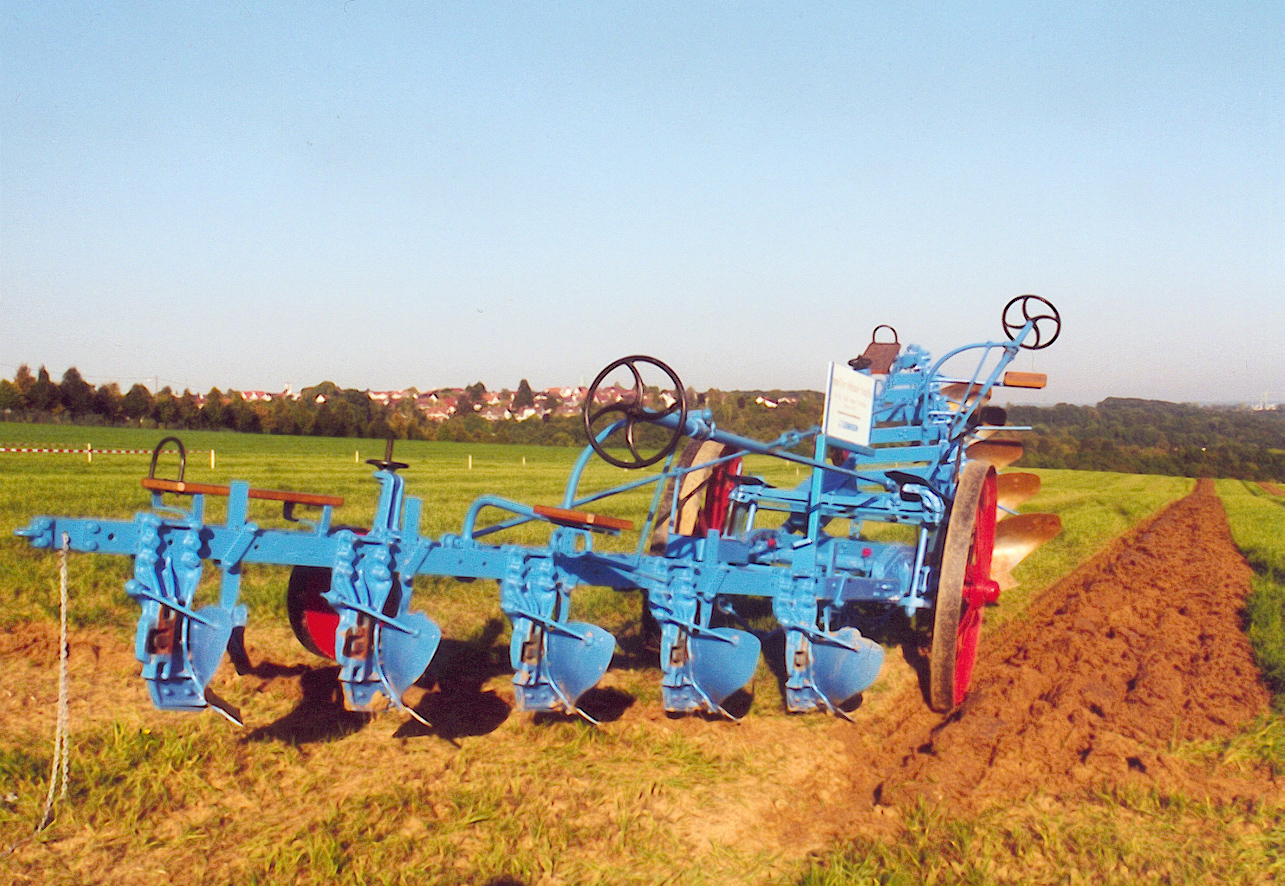
Oboustranný pluh pro orání pomocí dvojice lokomobil